# Teoria àcid-base de Lewis
La teoria àcid-base de Lewis és una teoria enunciada l'any 1923 pel químic estatunidenc Gilbert Newton Lewis per explicar la naturalesa àcida o bàsica de les substàncies. Segons ella:
- Un àcid és tota substància, molecular o iònica, que pot acceptar una parella d'electrons.
- Una base és tota substància que pot cedir una parella d'electrons.

## Problemes de les teories anteriors
La teoria àcid-base de Brønsted i Lowry de 1923 no és prou àmplia per comprendre tots els casos de comportament àcid o bàsic de les substàncies, ja que es limita a les reaccions amb intercanvi de protons. És ben conegut el comportament àcid de substàncies que no tenen hidrogen i tenen comportament àcid. És el cas del diòxid de carboni, {\displaystyle {\ce {CO2}}}, i el triòxid de sofre, {\displaystyle {\ce {SO3}}}, que, en presència d'òxids bàsics, com l'òxid de calci, {\displaystyle {\ce {CaO}}}, i l'òxid de sodi, {\displaystyle {\ce {Na2O}}}, i en absència de dissolvent i, per tant, sense transferència de protons, reaccionen per a formar sals, en concret el carbonat de sodi, {\displaystyle {\ce {CaCO3}}} o el sulfat de sodi, {\displaystyle {\ce {Na2SO4}}}. Les reaccions podem representar-les amb les següents equacions químiques:
{\displaystyle {\ce {SO3 \, + \, Na2O \, <=> \, Na2SO4}}}
De la mateixa manera la reacció entre el clorur de tionil, {\displaystyle {\ce {Cl2SO}}}, i el sulfit de potassi, {\displaystyle {\ce {K2SO3}}}, dissolts en diòxid de sofre líquid reaccionen segons l'equació:
que tampoc inclou protòlisi, és semblant a la reacció en dissolució aquosa entre el clorur d'hidrogen, {\displaystyle {\ce {HCl}}}, i l'hidròxid de sodi, {\displaystyle {\ce {NaOH}}}, que sí que es pot explicar amb la teoria de Brønsted i Lowry:
S'observa que aquestes reaccions impliquen la cessió parcial, mitjançant enllaç covalent datiu, d'una parella d'electrons d'un àtom d'oxigen a un altre àtom.

## La teoria de Lewis
Aquests fets varen dur a Gilbert Newton Lewis (1875 – 1946) a proposar l'any 1923 i a desenvolupar l'any 1938 una teoria més general d'àcid i bases, en la qual es defineixen els àcids i les bases com:
- Un àcid és tota substància, molecular o iònica, que pot acceptar una parella d'electrons.
- Una base és tota substància que pot cedir una parella d'electrons.

Segons aquestes definicions els àcids han de tenir àtoms que no tenguin complet l'octet d'electrons, mentre que les bases han de tenir electrons no compartits. La unió d'un àcid amb una base es produeix per formació d'un enllaç covalent datiu, és a dir, els dos electrons que formen l'enllaç provenen ambdós d'un àtom. Es pot representar amb l'equació:
La major o menor electronegativitat d'algun dels àtoms en un compost determina el seu caràcter àcid o bàsic. L'afinitat pels electrons d'un àtom combinat es coneix com a electrofília i, inversament, la tendència a cedir electrons es coneix com a nucleòfila. Un compost pot imaginar-se format per la combinació d'un radical electròfil amb un radical nucleòfil i les reaccions poden suposar-se produïdes pel desplaçament d'un radical electròfil o nucleòfil dèbil per un altre de més fort. Aquests conceptes permeten l'explicació de moltes reaccions orgàniques.
La teoria de Lewis elimina la posició única del protó en la teoria de Brønsted i Lowry però els àcids en aquesta teoria no ho són en la de Lewis, que assigna aquest caràcter al protó. Així en la teoria de Lewis el clorur d'hidrogen, és la combinació de la base {\displaystyle {\ce {Cl-}}} amb l'àcid {\displaystyle {\ce {H+}}} i quan reacciona amb l'aigua, que és una base, es produeix un desplaçament de la base {\displaystyle {\ce {Cl-}}}, més dèbil, per la base més forta {\displaystyle {\ce {H2O}}}.